# Port lotniczy Tambacounda
Port lotniczy Tambacounda (IATA: TUD, ICAO: GOTT) – port lotniczy położony w Tambacounda, w Senegalu.